# Most Południowy
Die Most Południowy (deutsch: Südbrücke) ist eine Flussbrücke der Umgehungsschnellstraße S2 in Warschau. Sie überquert die Weichsel und verbindet so die Anschlussstellen Warszawa Wilanów (Bezirk Wilanów) westlich und Wał Miedzeszyński (Bezirk Wawer) ostwärts des Flusses. Es ist die neunte Straßenbrücke und die längste sowie südlichste der mit ihr elf Weichselbrücken der polnischen Hauptstadt. Der Bau wurde Juni 2017 aufgenommen; die Brücke ging im Dezember 2020 in Betrieb.

## Technische Daten
Die Länge der Brücke mit den beiden Überschwemmungsgebiete überführenden Auffahrten beträgt ca. 1500 Meter. Die Brücke selbst ist 534 Meter lang, die Überführungen 343 bzw. 629 Meter. Sie trägt zwei je vierspurige Fahrbahnen mit beidseitigen Fußgänger- und Fahrradwegen. Die Breite der Brückenauflage beträgt knapp 46 Meter. Das Zentralbauwerk steht auf fünf Sockeln (davon drei im Fluss), deren Fundament auf 320 bis zu 1,5 Meter breiten Pfählen, die in eine Tiefe von bis zu 27 Meter unter den Weichselgrund getrieben wurden, ruht. Es wurden beim Bau 8715 Tonnen Bewehrungsstahl eingesetzt. Als Höchstgeschwindigkeit sind auf der Brücke 100 km/h zugelassen.

## Baugeschichte
Ab Juli 2013 wurden erste geologische Feststellungsarbeiten (Bohrungen) durchgeführt. Im Dezember 2013 schrieb die Generalna Dyrekcja Dróg Krajowych i Autostrad den Bau eines 18,5 Kilometer langen Abschnitts des südlichen Teils der Umgehungsschnellstraße aus; die Ausschreibung beinhaltete die Vorgabe, im Stadtbezirk Ursynów einen 2,3 Kilometer langen Tunnel anzulegen und über der Weichsel eine Brücke zu errichten.
Im Mai 2015 wurde der Auftrag zum Brückenbau an die türkische Firma Gϋlermak (in Konsortium mit dem polnischen Bauunternehmen Przedsiębiorstwo Budowy Drog i Mostów) vergeben. Der Auftragswert betrug 758 Mio. Złoty. Die Europäische Union beteiligte sich mit etwa 37 % an der Investition; die Europäische Investitionsbank war Darlehensgeber.
Am 25. Mai 2017 wurde die Baugenehmigung erteilt. Die Fertigstellung war für August 2020 geplant. Die Bauarbeiten begannen im Juni 2017 und mussten im Mai 2019 wegen zu hohen Wasserstandes der Weichsel vorübergehend eingestellt werden. Am 22. Dezember 2020 kam es zu einer verspäteten Inbetriebnahme der Brücke.